# 鈸面錐度
在鈸製作中，鈸面錐度是指從鈸心到鈸邊緣厚度的逐漸變化。它是決定鈸音調的關鍵特徵之一。
這種變化通常是不均勻的，並且很難總結錐度對音調的影響，只是說它們是深影響的。碎音鈸往往具有最明顯的錐度，更快的碎音和更豐富的音調是最明顯的。帕特林碎音鈸或癱瘓銅鈸的鈸心可能比許多疊音鈸更厚。另一方面，中國鈸往往很少或沒有錐形，重型到中等重量的水鈸也是如此。
腳踏鈸和疊音鈸傾向於有中度錐度，較輕音的鈸片比較重音的鈸少，但也有例外。扁平疊音鈸可能根本沒有錐形，只是一個厚度均勻的圓盤，但更常見的是略微錐形。